# Jüdischer Friedhof (Anrath)

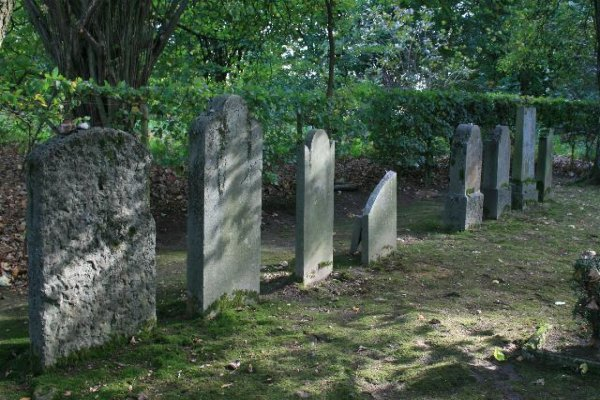
Jüdischer Friedhof in Anrath

Der Jüdische Friedhof in Anrath, einem Stadtteil von Willich in Nordrhein-Westfalen, wurde um 1800 errichtet. Der jüdische Friedhof Am Brückhof ist ein geschütztes Baudenkmal.
Der jüdische Friedhof, auf dem auch die Juden aus Neersen begraben wurden, liegt in der Zisdonk unweit der alten Landstraße Mönchengladbach‒Krefeld.
Auf dem Friedhof sind noch neun Grabsteine (Mazewot) erhalten. Sie sind für Verstorbene mit Geburts- und Sterbedaten zwischen 1810 und 1906 errichtet worden.